# Helsinge (stacja kolejowa)
Helsinge (duń. Helsinge Station) – stacja kolejowa w miejscowości Helsinge, w Regionie Stołecznym, w Danii. 
Znajduje się na Gribskovbanen i jest obsługiwana przez pociągi regionalne Lokaltog.

## Linie kolejowe
- Linia Gribskovbanen